# Niels Hansen (1815-1897)
 Der er flere personer med dette navn, se Niels Hansen.
Niels Hansen (7. december 1815 i Rudkøbing – 27. september 1897) var en dansk journalist og politiker, bror til J.A. Hansen.
Han blev 1839 skomagermester, idet han overtog værkstedet efter sin bror, og 1850 brygger i sin fødeby samt var 1850-56 borgerrepræsentant. 1856 flyttede han til København, blev medarbejder ved Morgenposten og 1863-73 redaktør; var i et par år desuden stillingskommissionær, men pådrog sig derved flere ubehagelige retssager. 1861-73 var Hansen folketingsmand for Holbækkredsen, sluttede sig 1865 med iver til Oktoberforeningen og gik 1870 ind i Det forenede Venstre, men udelukkedes 1871 for ulydighed mod partiets beslutninger og fortrængtes 1873 fra Rigsdagen. Han skrev 1873-74 3 flyveskrifter imod Det forenede Venstres færd og virkede senere i provinspressen for Oktoberforeningens grundsætninger. Hansen ægtede 1839 Pouline Poulsen (1821-1864), en skipperdatter fra Rudkøbing. Hansen døde 27. september 1897.